# Villedieu (Cantal)
Villedieu település Franciaországban, Cantal megyében. Lakosainak száma 544 fő (2022. január 1.). Villedieu Alleuze, Roffiac, Saint-Flour, Tanavelle, Les Ternes és Neuvéglise-sur-Truyère községekkel határos.

## Népesség
A település népessége az elmúlt években az alábbi módon változott:
| Lakosok száma | 413  | 463  | 501  | 529  | 529  | 542  | 556  | 562  | 563  | 544  |
|               | 1968 | 1982 | 1990 | 2006 | 2013 | 2015 | 2017 | 2019 | 2020 | 2022 |